# Ferruccio Tagliavini
Pour les articles homonymes, voir Tagliavini.
Ferruccio Tagliavini (Reggio d'Émilie, 14 août 1913 - Reggio d'Émilie, 28 janvier 1995)
est un ténor italien, l'un des plus éminents tenori di grazia de son époque. 

## Biographie
Tagliavini étudie d'abord à Parme avec Branducci, puis à Florence avec Bassi. Ses débuts à Florence en 1938, dans le rôle de Rodolfo de La Bohème, sont couronnés de succès, son timbre évoquant celui de Beniamino Gigli, et son expressivité proche de Tito Schipa, deux grands ténors de la génération précédente.
Sous le fascisme, ses convictions favorables au régime sont bien connues : en 1935, il s'engage en Afrique pour combattre avec les troupes italiennes.
En 1941, il enregistre L'amico Fritz, sous la direction de Pietro Mascagni lui-même, pour le cinquantenaire de la création de l'œuvre. Il débute à La Scala de Milan en 1942, en Almaviva. Il chante alors dans toute l'Italie, s'imposant dans le répertoire lyrique italien et français (L'elisir d'amore, Don Pasquale, La sonnambula, Lucia di Lammermoor, Rigoletto, La traviata, Manon, Werther, L'Arlesiana, etc).
Une fois la guerre terminée, il entame une carrière internationale, avec des débuts au Teatro Colon de Buenos Aires en 1946, au Metropolitan Opera de New York en 1947, au Royal Opera House de Londres en 1950, à l'Opéra de Paris en 1951, etc.
Au fil des ans, Tagliavini aborde des emplois plus lourds, notamment Un ballo in maschera, Mefistofele, Tosca. Il quitte la scène en 1965, mais continue à se produire en concert jusqu'en 1977.
Tagliavini possédait l'un des plus beaux timbres de ténor de son époque, avec une exquise mezza voce et d'ineffables pianissimi. Il fut marié à la soprano Pia Tassinari. Il a enregistré un grand nombre de disques et sept fims entre 1942 et 1958. 

## Discographie sélective
- La sonnambula - Lina Pagliughi, Ferruccio Tagliavini, Cesare Siepi - Coro e orchestra della Rai Torino, Franco Capuana

- L'Arlesiana - Ferruccio Tagliavini, Pia Tassinari, Gianna Galli, Paolo Silveri - Coro e orchestra della Rai Torino, Arturo Basile

- Marta - Elena Rizzieri, Ferruccio Tagliavini, Pia Tassinari, Carlo Tagliabue - Coro e orchestra delle Rai Torino, Francesco Molinari-Pradelli (chanté en italien)

- Werther - Ferrucio Tagliavini, Pia Tassinari, Vittoria Neviani, Marcello Cortis - Coro e orchestra della Rai Torino, Francesco Molinari-Pradelli
- Lucia di Lammermoor - Maria Callas, Ferruccio Tagliavini, Piero Cappuccilli - Coro e orchestra Philharmonia, Tullio Serafin (1959)

## Sources
- Roland Mancini et Jean-Jacques Rouveroux, Le Guide de l'opéra, Fayard, 1986,  (ISBN 2-213-01563-5)

1. ↑  Matthew Boyden, The tenor: a cultural history, Ragueneau, 2021 (ISBN 978-1-3999-0017-1), p 224